# 夏目一花
夏目 一花（なつめ いちか、2003年〈平成15年〉9月13日 - ）は、日本の女性アイドル、タレントである。
神奈川県出身。プラチナムプロダクション所属。女性アイドルグループ『月に足跡を残した6人の少女達は一体何を見たのか…』の元メンバー。

## 略歴
2016年12月に発足した『Shibu3 project』の第1期メンバーとして2017年にデビューし、グリーンクラスに配属。同プロジェクトから派生した5人組ガールズグループ『ぴーおん♡』でも活動していた。
しかし令和改元後の2020年3月28日に予定されていた『シブサン春フェス!!2020 〜卒業式&進級式〜』は新型コロナウイルス感染症流行の影響で中止。それから半年後の同年9月時点でシブサンに留まり続けていたが、2021年1月7日、栗田望海から「夏目 一花」に改名したことをSNSで発表。これを機にシブサンを離れ、同月15日、プラチナムの新ユニット『月に足跡を残した6人の少女達は一体何を見たのか…』のメンバーとしてアイドル活動を再開する。
2024年7月1日にツキアトからの卒業を発表し、同年8月25日に白金高輪SELENE b2で卒業公演を行いツキアトメンバーとしての活動を終了した。以後はプラチナムに留まりソロ活動を行っている。

## 人物
- 愛称は「のぞ」（栗田望海時代[2]）、「なつめ」（現在）。
- 身長は165cm[1]。シブサンデビュー当初は163cmで[X 5]、ツキアト及びぴーおん♡メンバーとしては高身長であった。
- ぴーおん♡やツキアトで共働した美波れな[注 5]のいとこに当たる安藤汐音は同じグリーンクラスに配属されていた[9]。
- ぴーおん♡で共働した浅原凜[注 6]が夏目の家に泊まったことがあり、週末はライブ出演の為に一緒に家から通っていたという[11]。
- 横になれば寝られる、寝ると目が全開になる特技を持つ[1]。
- 真っ白なキャンバスのメンバーだった小野寺梓（現「fav me」メンバー）のファンで、2020年11月18日にZepp DiverCity Tokyoで行われたライブ[注 7]を観た時の感動は忘れられなかったと述べている[X 6]。
- 女優・雀士の夏目一花と同姓同名であるが、全くの別人[13]。

## 出演

### 舞台
- Shibu3 project STAGE vol.0『この中に、一人。』（2017年3月18日- 20日、学芸大学・千本桜ホール）- 若葉役（B部出演[注 8]）
- Shibu3 project STAGE vol.1『パティシエール〜リンゴの魔法〜』（2017年8月11日 - 13日、中目黒ウッディシアター）- モカ役（A部出演[注 9]）
- 夢のかけらを歌に乗せたら（2025年1月8日 - 11日、新宿村LIVE） - 荻野目沙羅梨役[X 7]

### テレビ番組
- 坂上&指原のつぶれない店「話題の激安2大人気店!!しゃぶ葉&ジーユー徹底調査SP」（TBS・2020年8月9日放送） - 早河ルカと共演[X 8]